# Qrendi Football Club
Qrendi Football Club es un equipo de fútbol profesional maltés que actualmente juega en la Liga Nacional Aficionada Maltesa de la liga maltesa de fútbol y que fue fundado en 1955. Está establecido en la ciudad de Ta' Qali y juega sus partidos de casa en el Estadio Nacional Ta' Qali.

## Jugadores

### Jugadores destacados
- Raymond Xuereb[1]

## Entrenadores
- Demis Paul Scerri (2013-2015)
- Simon Cauchi (2015-)